# Karin Metze
Karin Metze, po mężu Ulbricht (ur. 21 sierpnia 1956 w Miśni) – niemiecka wioślarka reprezentująca NRD, dwukrotna medalistka olimpijska i czterokrotna medalistka mistrzostw świata.

## Kariera
Wystąpiła na igrzyskach olimpijskich w Montrealu w 1976, gdzie osada NRD w składzie: Karin Metze, Bianka Schwede, Gabriele Kühn, Andrea Kurth i Sabine Heß (sternik) zdobyła złoty medal w czwórkach ze sternikiem. W finale wyprzedziły Bułgarki o 3,16 sekundy i osadę ZSRR o 4,30 sekundy. Był to debiut tej konkurencji w programie olimpijskim, tym samym reprezentantki NRD zostały pierwszymi w historii mistrzyniami olimpijskimi w czwórkach ze sternikiem kobiet. Na rozgrywanych cztery lata później igrzyskach olimpijskich w Moskwie startowała w ósemkach. Wspólnie z Martiną Boesler, Kersten Neisser, Christiane Köpke, Birgit Schütz, Gabriele Kühn, Iloną Richter, Maritą Sandig i Mariną Wilke (sternik) wywalczyła złoty medal, wyprzedzając o 0,97 sekundy osadę ZSRR i o 2,31 sekundy osadę Rumunii.
W ósemkach zdobyła następnie złoto na mistrzostwach świata w Amsterdamie (1977), srebro na mistrzostwach świata w Bledzie (1979) oraz brąz na mistrzostwach świata w Lucernie (1982) i mistrzostwach świata w Duisburgu (1983).
W 1976 odznaczona srebrnym Orderem Zasługi dla Ojczyzny. 
Zdobywała mistrzostwo kraju w latach 1977 i 1981-1983. Po zakończeniu kariery studiowała ekonomię.